# 후쿠이현 선거구
후쿠이현 선거구(일본어: 福井県選挙区)는 일본의 참의원 선거구이다. 전체 참의원 선거구 중 유권자 수가 가장 적은 선거구이다.

## 선거구 정보
| 지역      | 후쿠이현 전역          |
| 의원 정수 | 2명 (개선 정수 1명)    |
| 유권자 수 | 634,562명 (2022년 9월) |

## 역대 의원
| 홀수회                         | 홀수회        | 짝수회        | 짝수회                         |
| 의원                           | 선거          | 선거          | 의원                           |
| ------------------------------ | ------------- | ------------- | ------------------------------ |
| 이케다 시치로헤이 (무소속)     | 1947년 제1회  | 1947년 제1회  | 마쓰시타 쇼지로 (일본사회당)   |
| 이케다 시치로헤이 (무소속)     |               | 1950년 제2회  | 도모리 요시오 (일본사회당)     |
| 사카이 도시오 (자유당)         | 1953년 제3회  |               | 도모리 요시오 (일본사회당)     |
| 사카이 도시오 (자유당)         |               | 1955년 보궐   | 오바타 하루카즈 (무소속)       |
| 사카이 도시오 (자유당)         |               | 1956년 제4회  | 오바타 하루카즈 (자유민주당)   |
| 다카하시 마모루 (자유민주당)   | 1959년 제5회  |               | 오바타 하루카즈 (자유민주당)   |
| 다카하시 마모루 (자유민주당)   |               | 1962년 제6회  | 구마가이 다사부로 (자유민주당) |
| 다카하시 마모루 (자유민주당)   | 1965년 제7회  |               | 구마가이 다사부로 (자유민주당) |
| 다카하시 마모루 (자유민주당)   |               | 1968년 제8회  | 구마가이 다사부로 (자유민주당) |
| 쓰지 가즈히토 (일본사회당)     | 1971년 제9회  |               | 구마가이 다사부로 (자유민주당) |
| 쓰지 가즈히토 (일본사회당)     |               | 1974년 제10회 | 구마가이 다사부로 (자유민주당) |
| 야마노우치 이치로 (자유민주당) | 1977년 제11회 |               | 구마가이 다사부로 (자유민주당) |
| 야마노우치 이치로 (자유민주당) |               | 1980년 제12회 | 구마가이 다사부로 (자유민주당) |
| 야마노우치 이치로 (자유민주당) | 1983년 제13회 |               | 구마가이 다사부로 (자유민주당) |
| 야마노우치 이치로 (자유민주당) |               | 1986년 제14회 | 구마가이 다사부로 (자유민주당) |
| 후루카와 다사부로 (연합회)     | 1989년 제15회 |               | 구마가이 다사부로 (자유민주당) |
| 후루카와 다사부로 (연합회)     |               | 1992년 제16회 | 야마자키 마사아키 (자유민주당) |
| 마쓰무라 류지 (자유민주당)     | 1995년 제17회 |               | 야마자키 마사아키 (자유민주당) |
| 마쓰무라 류지 (자유민주당)     |               | 1998년 제18회 | 야마자키 마사아키 (자유민주당) |
| 마쓰무라 류지 (자유민주당)     | 2001년 제19회 |               | 야마자키 마사아키 (자유민주당) |
| 마쓰무라 류지 (자유민주당)     |               | 2004년 제20회 | 야마자키 마사아키 (자유민주당) |
| 마쓰무라 류지 (자유민주당)     | 2007년 제21회 |               | 야마자키 마사아키 (자유민주당) |
| 마쓰무라 류지 (자유민주당)     |               | 2010년 제22회 | 야마자키 마사아키 (자유민주당) |
| 다키나미 히로후미 (자유민주당) | 2013년 제23회 |               | 야마자키 마사아키 (자유민주당) |
| 다키나미 히로후미 (자유민주당) |               | 2016년 제24회 | 야마자키 마사아키 (자유민주당) |
| 다키나미 히로후미 (자유민주당) | 2019년 제25회 |               | 야마자키 마사아키 (자유민주당) |
| 다키나미 히로후미 (자유민주당) |               | 2022년 제26회 | 야마자키 마사아키 (자유민주당) |

## 최근 선거 결과

### 2016년 (제24회)
|  | 60.12% |

|  | 36.32% |

|  | 3.56% |

### 2019년 (제25회)
|  | 66.14% |

|  | 26.18% |

|  | 7.69% |

### 2022년 (제26회)
|  | 39.74% |

|  | 35.82% |

|  | 9.14% |

|  | 7.62% |

|  | 4.99% |

|  | 2.69% |

## 같이 보기
- 후쿠이현 제1구
- 후쿠이현 제2구